# Los Guajes, Zacatecas
Los Guajes är en ort i Mexiko.   Den ligger i kommunen Mezquital del Oro och delstaten Zacatecas, i den centrala delen av landet, 500 km väster om huvudstaden Mexico City. Los Guajes ligger 1 242 meter över havet och antalet invånare är 115.
Terrängen runt Los Guajes är kuperad åt nordväst, men åt sydost är den bergig. Runt Los Guajes är det mycket glesbefolkat, med 6 invånare per kvadratkilometer. Närmaste större samhälle är Mezquital del Oro, 6,7 km nordost om Los Guajes. I omgivningarna runt Los Guajes växer huvudsakligen savannskog.